# Лесное хозяйство в России

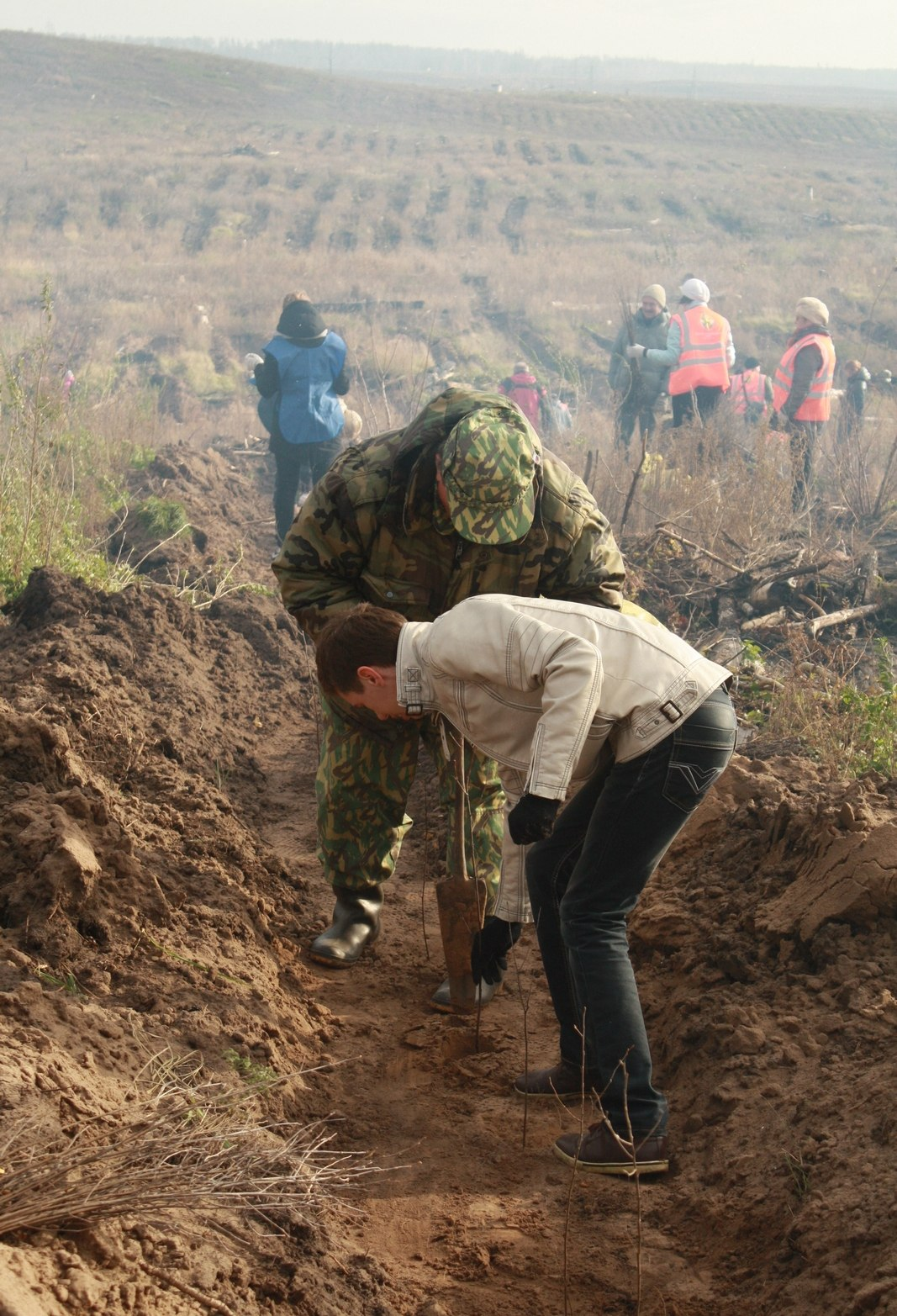
Посадка леса в Тольятти

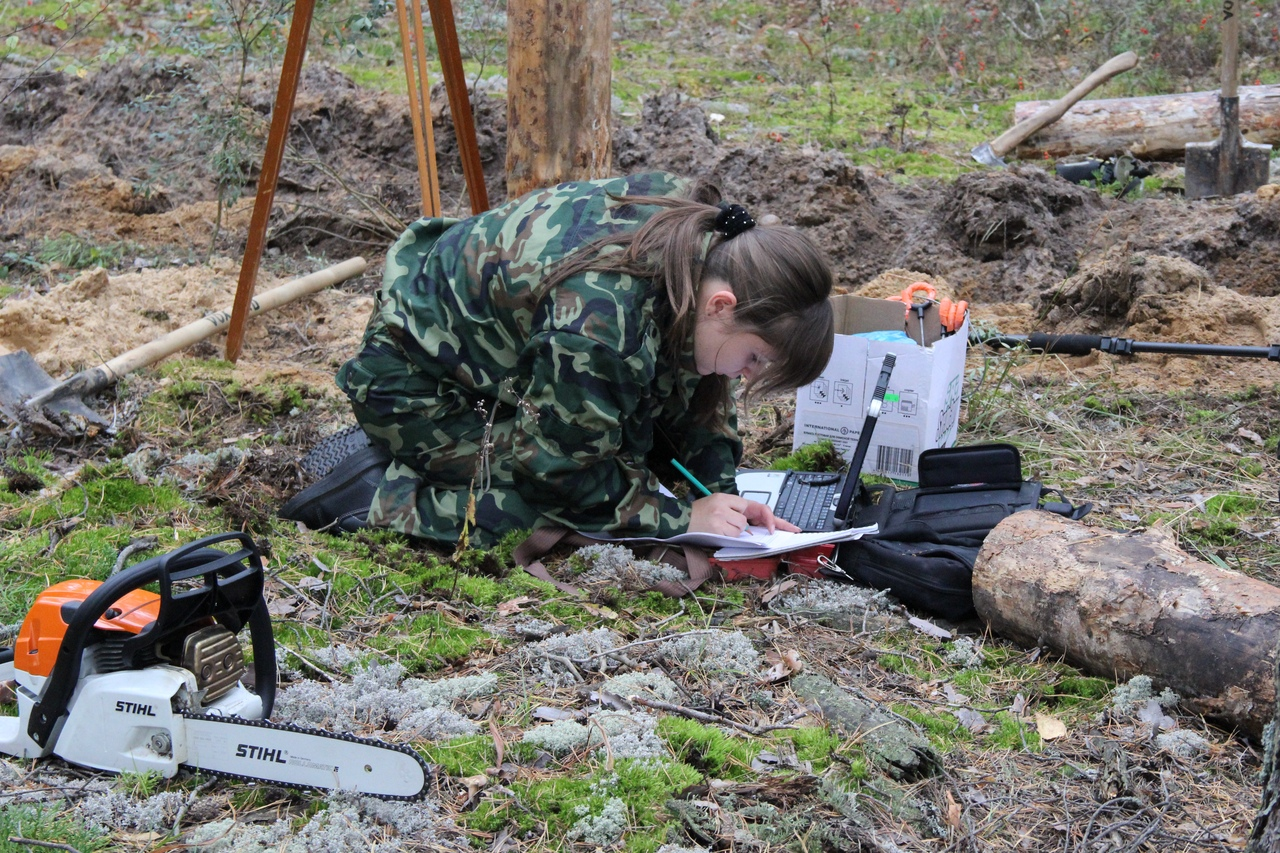
Студентка Пензенского лесного колледжа на практическом занятии по дисциплине «Лесная таксация». Использование ГИС технологий FIELD-MAP для картографирования и оценки состояния лесных насаждений.

Лесное хозяйство в России — важная часть народного хозяйства России. Россия является одним из мировых лидеров по площади лесов и производству древесины. Леса занимают 69% территории России. Площадь, занятая в России лесами, превышает площадь всех европейских стран, вместе взятых. 
Согласно ч. 1 ст. 8 Лесного кодекса РФ, лесные участки в составе земель лесного фонда находятся в федеральной собственности. За лесное хозяйство отвечает Федеральное агентство лесного хозяйства.
Земли лесного фонда России разделены на лесничества, участковые лесничества, кварталы и выделы. Работой по учету лесов занимаются лесоустроители, которые изучают и таксируют лес. Вся информация о лесах заносится в Государственный лесной реестр Российской Федерации.

## История
Хозяйственное использование лесов на территории России существовало с момента заселения её людьми. Освоение территории под сельскохозяйственные земли происходило преимущественно методом подсечно-огневого земледелия, при котором значительная часть лесов была уничтожена. В видовом составе наиболее пострадали дубовые леса, занимающие наиболее плодородные почвы. Параллельно с этим, по мере увеличения численности населения и развития строительства, возрастала потребность и в самой древесине в качестве стройматериала. При этом в допетровской России лесного хозяйства в качестве самостоятельной отрасли фактически не существовало. В исторических документах XVI—XVII веков не содержится точных сведений о количестве и площади лесных земель в стране.

### Имперский период
Накопление научно-практических знаний о лесах в России началось в первой трети XVIII века. Оно связано прежде всего с именем Петра I, которого леса интересовали как источник сырья для кораблестроения. В 1720-е годы для этой цели была предпринята, очевидно, первая попытка планомерного систематического исследования лесов Европейской России. Петр I осознавал, что «без бережи и самые большие леса истребиться могут в краткое время». В 1703 году был издан указ «Об описи лесов во всех городах и уездах от больших рек в сторону до 50, а от малых до 20 вёрст». В описываемых по этому указу лесах запрещалась рубка ряда пород деревьев без государственного разрешения. В 1712 году царь запретил самовольную рубку толстых сосновых лесов вдоль крупных рек, входящих в бассейн Невы (поскольку они являлись сплавными путями в Санкт-Петербург).
В 1722 году все леса Российской империи были подчинены Адмиралтейств-коллегии, при посредстве состоящего при ней обер-вальдмейстера с особой вальдмейстерской канцелярией. 19 июля 1722 года была издана императорская именная инструкция первому обер-вальдмейстеру России Панкратию Сафоновичу Глебовскому. Обер-вальдмейстер, канцелярия которого находилась в Москве,  обязан был «о том пещися и повсюду, где были леса, иметь лесных смотрителей и объездчиков, дабы не только запрещенных в казенных и помещичьих дачах годных лесов не рубили, но чтоб и в состоящих за указанными от рек верстами в рубке их поступали с бережью, а дубов и сосен, коим предназначена мера, и совсем не рубили же».
Для местного заведования заповедными лесами назначались вальдмейстеры: два на Волге — один вверх, а другой вниз от Нижнего Новгорода, и по одному на Суре, Каме, Оке и системам Днепра, Западной Двины, Дона, Ладожского и Ильменского озер. Вальдмейстеры малых рек подчинены были вальдмейстерам больших рек; те и другие выбирались из дворян и помещиков, живших в соседстве лесов, для того, чтобы они могли «иметь пропитание из своих деревень». В помощь вальдмейстерам были назначаемы унтер-вальдмейстеры, по мере надобности, рассчитывая, чтобы каждый из них имел в своем участке 2—3 тыс. крестьянских дворов. Вальдмейстеры обязаны были наблюдать, чтобы рубилось то, что предписано, и только лес заклейменный, вести счеты об употреблении заповедных лесов, осматривать их зимой и по вскрытии рек и, в случае открытия самовольных порубок, «чинить суд и расправу», взыскивая с виновных штрафы — по 5 рублей за каждый пень самовольно срубленного дерева, из которых два рубля поступали в казну, а три — открывшему порубку надзирателю; часть штрафных денег казна обращала на жалованье вальдмейстерской канцелярии. 
14 апреля 1722 года Адмиралтейств-коллегией была выпущена «Инструкция, данная лесным надзирателям о хранении заповедных лесов». В ней предписывалось всем губернаторам и воеводам освидетельствовать описи имеющихся лесов, пригодных для кораблестроения, и выбрать надзирателей для надзора за этими лесами. Каждый надзиратель должен был обеспечиваться клеймом для метки заповедных  деревьев с гербом той губернии, в которой он служит. Инструкция предписывала в частных имениях назначить в лесные надзиратели приказчиков «без всякой их отговорки и чтоб у них в надзирании меньше пятисот дворов не было». 
После смерти Петра I Верховный Тайный Совет нашел, что вальдмейтеры и их подчиненные, получая жалованье из штрафных денег, притесняют народ и назначают иногда большие штрафы за такие порубки, за которые не следует взыскивать по инструкции. Кроме того, указывалось, что само по себе запрещение рубки леса без разрешения вальдмейтера ведет к притеснению народа, так как крестьяне, нуждаясь в лесе, должны бросать свои работы и ездить к вальдмейтерам, а те своими проволочками вводят крестьян только в убытки. Поэтому Екатерина I, указом 30 декабря 1726 года, упразднила вальдмейтерам и их канцелярии, и повелела смотреть за заповедными лесами помещикам, старостам и приказчикам, каждому в своих дачах, а надзор за исполнением постановлений и лесной части был возложен на воевод и губернаторов. 
Но в этом новом положении лесное управление оставалось недолго: вскоре открылось, что леса истребляются без всякой бережливости — «многим годным лесам непорядочная трата и без рассмотрения непристойное сделано изведение», как доносил капитан-командор Козлов Сенату, а описание лесов средней полосы России, произведенное в 1730—1732 годах, показало, что там начал уже обнаруживаться недостаток в деревьях, годных для флота. Ввиду этого Анна Иоанновна, указами 28 августа 1730 г., 20 апреля и 11 мая 1732 года, восстановила лесное управление, предписанное обер-вальдмейстерской инструкцией, в прежней силе, причем вальдмейтерам, избираемым на 2—3 года из дворян, живущих в своих деревнях близ заповедных лесов, разрешено производить отпуск леса на указанные домашние нужды, не терпящие иногда отлагательства, и только отпуск леса на казенные надобности и на потребности промышленности и торговли производился по указам Адмиралтейств-коллегии, посылаемым к воеводам и губернаторам, которые, предписывая вальдмейстерам об отпусках леса, наблюдали, чтобы промышленники не были притесняемы. 
Издание Екатериной II грамоты о вольностях дворянства положило конец существованию вальдмейстеров, потому что дворяне не соглашались служить без жалованья. Места их постепенно заменили обер-форстмейстеры, форстмейстеры и впоследствии ферстеры. 
В 1798 году была издана книга под названием «Краткая российская дендрология, или Общие правила о российских лесах, в пользу любителей лесоводства изданных». Но лишь к 1850-м годам известному экономисту Л.В. Тенгоборскому удалось представить довольно широкую характеристику лесов Российской империи, обобщить сведения о лесистости и рассмотреть лесной фонд в качестве важнейшего для российской экономики природного ресурса.
Окончательное представление о лесе как об источнике государственного дохода утвердилось с момента, когда Лесной департамент, созданный в 1798 году в составе Адмиралтейств-коллегии, после её упразднения в 1802 году был передан в ведение Министерства финансов. В 1802 году также был издан Устав о лесах. В 1837 году все «государственные имущества», в том числе и леса, принадлежащие казне, перешли в ведение нового Министерства государственных имуществ. В 1839 году был создан военизированный Корпус лесничих. Разделенные по ряду департаментов Министерства государственных имуществ дела по лесной части в 1843 году были объединены и составили Лесной департамент в его составе. К 1859 году все казенные леса были переданы в его ведение.
Казенные леса с 1826 года разделялись на округа (во главе с окружным лесничим и его помощниками), лесничества, лесные участки, объезды и обходы. Округ мог охватывать один-два или несколько уездов и делился на лесничества (форсты) и лесные участки (унтер-форсты). Леса охраняла от незаконной вырубки лесная стража, состоявшая из лесных объездчиков, сторожей, семейств постоянной лесной стражи, которые обычно назначались на наиболее значимые казенные дачи и заказные рощи. Низшими служащими лесной стражи были полесовщики и пожарные старосты, которых набирали из государственных крестьян. Для освидетельствования на реках судов с древесиной и сплавляемой в плотах древесины были учреждены лесные заставы в Архангельске, Шлиссельбурге, Рыбинске и Сермаксе (при впадении реки Долгой Свирицы в Свирь). В 1852 году в качестве отделения Архангельской лесной заставы была открыта также застава при селении Усть-Пинега.
Корабельные леса после издания проекта «Устава о корабельных лесах» в 1817 году были подчинены правлениям специальных округов: Низового (с центром в Казани), Северного (в Архангельске) и Западного, впоследствии Балтийского (в Вытегре) в ведении Морского министерства, в котором в 1828 году был создан Департамент корабельных лесов. В 1853 году все корабельные леса передали в ведение Министерства государственных имуществ, а с 1876 года в Лесном уставе в разряде государственных лесов корабельные леса уже не выделялись, так как для строительства военных кораблей теперь была нужна прежде всего сталь, а не дерево. Тем не менее в различных нормативных документах до начала XX века к корабельным продолжали относить деревья, произраставшие в казенных лесах и имевшие особое предназначение (необходимые для военных нужд, в оборудовании заводов и т. д.).
С развитием земледелия большие площади лесов уничтожались, их занимали под сельскохозяйственные культуры. В России с конца XVII века до 1914 года только в Европейской части России было вырублено около 70 млн га лесов, а лесистость снизилась с 49,5 до 32,5 %. По Воронежской, Курской, Полтавской и Харьковской губерниям лесистость снизилась с 18,4 до 6,8 %, по Орловской, Черниговской и Киевской — с 37,3 до 15,3 %.
В целях сохранения лесов в 1888 году было издано «Положение о сбережении лесов». Работы по охране и восстановлению лесов проводились в незначительных размерах. Вся площадь посадки и посева лесов в России с начала XVIII века до 1917 года составила лишь около 900 тысяч га. В 1914 году из общей площади лесов Европейской части России 66 % составляли казённые леса, 22 % — частновладельческие, 8 % — крестьянские, 4 % — удельные и прочие.

### Советский период
После Октябрьской революции, в мае 1918 года ВЦИК издал Декрет «О лесах», в котором частная собственность на леса отменялась и леса объявлялись общенародным достоянием. Особое внимание в данном документе обращалось на необходимость сохранения защитной роли лесов. В 1923 году был утверждён Лесной кодекс РСФСР, определявший основные положения ведения лесного хозяйства и использования лесных ресурсов.
В СССР ведением лесного хозяйства занимались лесхозы (лесные хозяйства), выполнявшие одновременно административные (надзорные) и хозяйственные функции. Ресурсы древесного сырья (древесины на корню) директивно распределялись по лесозаготовительным предприятиям (леспромхозам) и закреплялись за ними в виде сырьевых баз. Лесозаготовительные предприятия уплачивали в бюджет попенную плату, что контролировалось лесхозами.
Постановлением СНК СССР от 31 июля 1931 года «Об организации лесного хозяйства» все леса СССР были разделены на две зоны: лесокультурную и лесопромышленную, с установлением в них различного режима пользования лесом и ведения лесного хозяйства. В лесокультурную зону вошли леса Центральночернозёмного района, Северного Кавказа, нижней Волги, Украины, Средней Азии, малолесных районов Западной Сибири. Пользование лесом в этой зоне разрешалось в размерах, не превышавших среднего прироста, запрещалось применение концентрированных рубок. Здесь были сосредоточены основные объёмы работ по посадке и посеву леса. В лесопромышленной зоне, где имелись большие запасы спелого леса, создавались крупные лесозаготовительные производства. Постановлением ЦИК и СНК СССР от 2 июля 1936 года была выделена водоохранная зона, включающая все лесные массивы в бассейнах Волги, Дона, Днепра, Урала и верхнего течения Западной Двины, а также леса Винницкой и Одесской областей.
В годы Великой Отечественной войны лесному хозяйству был нанесён большой ущерб. Значительно сократились площади лесов и запасы древесины в Белоруссии, на Украине, в западной и центральной областях РСФСР.
17 июля 1977 года Верховным Советом СССР утверждены «Основы лесного законодательства Союза ССР и союзных республик». 8 августа 1978 года был принят Лесной кодекс РСФСР. Эти документы создали правовую основу для регулирования общественных отношений по использованию, воспроизводству, охране и защите лесов. В 1980 году в лесном хозяйстве СССР насчитывалось 2 616 лесхозов и леспромхозов и 12 523 лесничества.

### Постсоветский период
После распада СССР, до 1997 года действовал Лесной кодекс РСФСР. 22 января 1997 года был принят Лесной кодекс Российской Федерации, регулировавший общественные отношения в рыночных условиях. 
С 1 января 2007 года действует новая редакция Лесного кодекса, существенно изменившая устройство лесного хозяйства России. Российская Федерация, будучи собственником земель лесного фонда, передала субъектам федерации не только полномочия по управлению этими территориями, но и по их учету, а также по контролю и надзору за соблюдением лесного законодательства. Также были разделены хозяйственные функции и госконтроль, поэтому лесхозы были ликвидированы и заменены лесничествами. А то, что до 2007 года называлось лесничествами, стали называть участковыми лесничествами. Сбором информации о состоянии лесов, лесоустройством, лесным планированием и проектированием занимается ФГБУ «Рослесинфорг», имеющее 35 региональных филиалов.
В 2011 году утверждалось, что количество несанкционированно заготовленной древесины в России по ряду оценок составляет 20-30 % от всего срубленного леса.